# Saint-Pargoire
Saint-Pargoire är en kommun i departementet Hérault i regionen Occitanien i södra Frankrike. Kommunen ligger i kantonen Gignac som tillhör arrondissementet Lodève. År 2022 hade Saint-Pargoire 2 438 invånare.

## Befolkningsutveckling
Antalet invånare i kommunen Saint-Pargoire
Referens:INSEE